# Aleksander Zenowicz
Aleksander Zenowicz (częsta wersja: Despot-Zenowicz) ros. Александр Иванович Деспот-Зенович (ur. 1 marca 1825 lub 1829 w Kietowiszkach, zm. 26 kwietnia?/8 maja 1897 w Koreizie na Krymie) – polski polityk na służbie rosyjskiej, gubernator tobolski.
W młodości został zesłany na Syberię za działalność niepodległościową (różne źródła podają różną przyczynę zesłania). W 1850 mianowany wysokim urzędnikiem we wschodniej Syberii, od 1852 urzędnikiem służb granicznych w Kiachcie, a w latach 1859–1862 był naczelnikiem tego miasta. W 1862 mianowany gubernatorem tobolskim, w wyniku oskarżeń o dobre traktowanie zesłańców, a zwłaszcza zesłanych Polaków za udział w powstaniu styczniowym odwołany ze stanowiska w 1867. Zapisał się pozytywnie jako obrońca miejscowej ludności przed samowolą urzędników.
Od 1867 był członkiem rady ministerstwa spraw wewnętrznych Rosji.
Był odznaczony Orderem Świętej Anny (1860) i Orderem Świętego Włodzimierza (1861).